# Wadih Al Safi
Wadih Al Safi (en árabe وديع الصافي ) también escrito Wadia Al Safi o Wadih El Safi, fue un cantante, actor y músico libanés. Nació en la localidad de Niha (en árabe نيحا), en las montañas de El Shouf (en árabe الشوف), Líbano el 1 de noviembre de 1921 y falleció el 11 de octubre de 2013.

## Biografía
Wadih Al Safi, Nació en las montañas de El Shouf, Líbano en el año 1921. Comenzó su carrera artística siendo muy joven a la edad de 17 años, cuando participó en un concurso de canto de un programa radial libanés ganando el primer premio y nombrado como el primer cantante del Líbano. 
En 1947, Wadih viajó a Brasil, donde permaneció hasta 1950. Durante este período cantaba en eventos y fiestas para los emigrantes libaneses que residían en ese país. 
Wadih solía cantar canciones sobre la tierra, los antepasados, el campo, el pueblo y la familia: "Loubnan ya qoteaat sama" (Líbano, un pedazo de cielo), "Beyty" (Mi casa), "Ya khti njoum el elil shoufiha" (Noche de estrellas) y "Yabni" (Mi hijo) están entre las muchas canciones que desataron la nostalgia de todos los emigrantes. 
Después de su regreso al Líbano, Wadih Al Safi, se esforzó por recuperar la música popular y eligió la poesía y el zájal para inspirar el patriotismo y el amor, la dedicación, la moral y los valores. 
Fue reconocido mundialmente por su Mawals de Trípoli, y Abu Mijana el Zuluf. Que recorrieron el mundo cantado en varios idiomas al igual que el árabe, el francés, el portugués y el italiano. Participó en importantes festivales internacionales y obtuvo numerosos honores y las más altas distinción en el Líbano, Siria, Túnez, Jordania, Yemen, Marruecos y Francia. Obtuvo el doctorado honoris causa de la Universidad de Kaslik. 
Su primera aparición fue en el Festival de Baalbek de 1957. 
De sus obras más importantes de teatro recordamos: "mawsam el izz" (los buenos tiempos), "ardouna ila el abad" (para siempre nuestra tierra), "kasidat houb" (un poema de amor), "Al anwar" (las luces), Y Ayyam sayf" (días de verano) y el cine de su trabajo nombre: "Mawwal" y "el showk Nar" (el fuego de la pasión), con la famosa cantante Sabah Fighali. Además trabajó en muchas ocasiones junto a Fairuz y Nasri Shamseddin, entre otros.
Sus temas fueron difundidos en todas las radios del mundo árabe llevando el mensaje del Líbano en su voz la que cruzó todas las fronteras.   
A lo largo de 60 años dedicó su arte a los valores humanos haciendo sus canciones conocidas por todos en el Líbano y el mundo árabe. Su audiencia estaba formada por personas de todas las edades, gustos, clases sociales y regiones en una nueva escuela basada en la tradición e inspirada por el folclore. Wadih interpretó sus canciones con espontaneidad y simplicidad ayudado por su increíble y flexible voz la que puede cambiar de forma notable de una nota a otra además de su expresión. Wadih demostró que su voz no tiene límites y que puede realizar todo tipo de canciones con la misma calidad. 
Wadih Al Safi, era un gran artista que preservó el resplandor de la música y la tradición árabe siendo considerado uno de los pilares del Tarab junto con Sabah Fakhri.
El 11 de octubre de 2013 Wadih Al Safi murió a los 91 años de edad. Su fallecimiento se produjo mientras visitaba a su hijo en una ciudad próxima a esta capital y su deceso provocó expresiones de luto en todos los sectores de la sociedad libanesa, muy apegada a sus tradiciones, de las cuales el cantante formaba parte.

## Temas musicales
Entre su extenso repertorio se encuentran los siguientes:
- A Lalla Teoud
- Aal Bal Ya Aasfort El Nahrain
- Aala Remsh Eyounha
- Aalby Yehwaha
- Aammer Ya Maallem El Emar
- Al Dalounieh
- Al Laylou Ya Layla
- Allah Yerda Alayek Ya Ibny
- Ana We Hal Beir
- Baitna Ya Karim
- Bayt Bel Jenoub
- Beyouny Sfartik
- Bsaha Tlaayna&Mejana
- Bsaha Tlaayna
- Btrihlak Meshwar
- Daa Bab El Bait
- Dolab El Omor
- Eebao Zkorona
- El Dayaa
- El Majd Emznar Madena
- El Nejmat
- En Jad El Jad
- Endak Bahreya
- Fawoa Stoh Dieaetna
- Ghabit El Shams
- Haiyhat Yabo El Zolof
- Hal Tathkorena
- Hawa El Widian
- Heyhat Ekhtor
- Inti We Ana Ya Layel
- Jannaat
- Jarou El Habayeb
- Jayen Ya Arz El Jabal
- Jena El Dar
- Kbery Ya Ibny Farehty
- Kinto Hnayen
- Lawain Ya Marwan
- Lawain Ya Marwan&Sarkhet Batal
- Lebnan Ores El Deny
- Lebnan Ya Otaet Sama
- Lebnany Men Lebnan
- Marao El Hasaden
- Matwalk Ya Lel
- Mayel Aala Khadak
- Men Youm Forgak
- Mosalha
- Oum Men El Beir Ya Yousef
- Oumy Tnimshy
- Oyonik
- Oyounha El Kahla
- Oyounik Akhdony
- Rabea El Hana
- Remshet Aynek
- Sarkhet Batal
- Sayajna Lebnan
- Sobhana Man Jmalak
- Stlony Oyouna El Sod
- Tal El Sabah
- Talaany Darji We Darjy
- Talet Tetmkhtar
- Talo Hbabna
- TeWalaoow
- Waslet El Laylo&Endak Bahreya
- Wekbrna (Junto con Najwa Karam)
- Welly Law Yedron
- Wely
- Ya Asfor
- Ya Baitna El Khalf El Dabab
- Ya Em El Dafayer
- Ya Ghayeben
- Ya Helwa
- Ya Maryamo
- Ya Sakhret El Mena
- Ya Wel Haly
- Ya Zaman
- Yabo El Mejana
- Yakhty Njoum El Lail
- Yarayet Baader
- Yemken Ya Ibny
- Zaraana Telalek
- Baa Baladna